# Famous Idaho Potato Bowl 2020 (janvier)
Match précédent Match suivant
Le Famous Idaho Potato Bowl 2020 est un match de football américain de niveau universitaire joué après la saison régulière de 2019, le 3 janvier 2020 au Albertsons Stadium de Boise dans l'État du Idaho aux États-Unis.
Il s'agit de la 23e édition du Famous Idaho Potato Bowl.
Le match met en présence l'équipe des Bobcats de l'Ohio issue de la Mid-American Conference et l'équipe des Wolf Pack du Nevada issue de la Mountain West Conference. Sponsorisé par la société Idaho Potato Commission, le match est officiellement dénommé le Famous Idaho Potato Bowl 2019.
Il débute à 13 h 30 locales et est retransmis à la télévision par ESPN.
Ohio gagne le match sur le score de 30 à 21.

## Présentation du match
Il s'agit de la 1re rencontre entre ces deux équipes.
| Équipes                                                                                        | Conférences | Entraîneurs       | Stats. saison rég. | Classements avant le bowl | Classements avant le bowl | Classements avant le bowl |
| ---------------------------------------------------------------------------------------------- | ----------- | ----------------- | ------------------ | ------------------------- | ------------------------- | ------------------------- |
| Équipes                                                                                        | Conférences | Entraîneurs       | Stats. saison rég. | CFP                       | AP                        | Coaches                   |
| Bobcats de l'Ohio                                                                              | MAC         | Frank Solich (en) | 6 - 6              | NC                        | NC                        | NC                        |
| Wolf Pack du Nevada                                                                            | MWC         | Jay Norvell (en)  | 7 - 5              | NC                        | NC                        | NC                        |
| - Arbitre : Billy Williams (C-USA). - Équipe donnée favorite par les bookmakers : Ohio par 6½. |             |                   |                    |                           |                           |                           |

### Bobcats de l'Ohio
Avec un bilan global en saison régulière de 6 victoires et 6 défaites (5-3 en matchs de conférence), Ohio est éligible et accepte l'invitation pour participer au Famous Idaho Potato Bowl de 2020.
Ils terminent 2e de la East Division de la Mid-American Conference derrière Miami. À l'issue de la saison 2019, ils n'apparaissent pas dans les classements CFP, AP et Coaches.
C'est leur 2e participation au Famous Idaho Potato Bowl :
| Date             | Saison | Vainqueur         | Score   | Finaliste           |
| ---------------- | ------ | ----------------- | ------- | ------------------- |
| 17 décembre 2011 | 2011   | Bobcats de l'Ohio | 24 - 23 | Aggies d'Utah State |

| Postes      | Joueurs        | Statistiques                                                     |
| ----------- | -------------- | ---------------------------------------------------------------- |
| Quarterback | Nathan Rourke  | 191/311 passes réussies pour 2 676 yards, 20 TDs, 5interceptions |
| Coureur     | Oshaan Allison | 129 courses pour 823 yards nets gagnés et 6 TDs                  |
| Receveur    | Isiah Cox      | 36 réceptions pour 590 yards et 2 TDs                            |

### Wolf Pack du Nevada
Avec un bilan global en saison régulière de 7 victoires et 5 défaites (4-4 en matchs de conférence), Nevada est éligible et accepte l'invitation pour participer au Famous Idaho Potato Bowl de 2020.
Ils terminent 3e de la West Division de la Mountain West Conference derrière Hawaï et San Diego State. À l'issue de la saison 2019, ils n'apparaissent pas dans les classements CFP, AP et Coaches.
C'est leur 3e participation au Famous Idaho Potato Bowl.
| Dates            | Saisons | Adversaires           | Scores | Finalistes          | Résultats |
| ---------------- | ------- | --------------------- | ------ | ------------------- | --------- |
| 31 décembre 2006 | 2006    | Hurricanes de Miami   | 21-20  | Wolf Pack du Nevada | D : 0 - 1 |
| 30 décembre 2008 | 2008    | Terrapins du Maryland | 42-35  | Wolf Pack du Nevada | D : 0 - 2 |

| Postes      | Joueurs       | Statistiques                                                      |
| ----------- | ------------- | ----------------------------------------------------------------- |
| Quarterback | Carson Strong | 206/325 passes réussies pour 1 933 yards, 10 TDs, 7 interceptions |
| Coureur     | Toa Taua      | 190 courses pour 759 yards nets gagnés et 6 TDs                   |
| Receveur    | Elijah Cooks  | 62 réceptions pour 729 yards et 7 TDs                             |

## Résumé du match
Début du match à  13 h 33, fin à  15 h 53 pour une durée totale de jeu de 03 h 20 min, températures de 8 °C, vent de NNE de 2 km/h, partiellement nuageux.
| QT            | Temps         | Drive         | Drive         | Drive         | Équipe                                                                                                  | Description de l'action | Score | Score |
| ------------- | ------------- | ------------- | ------------- | ------------- | --- | --- | ----- | ----- |
| QT            | Temps         | Jeux          | Yards         | TDP           | Équipe                                                                                                  | Description de l'action | OHIO  | NEV   |
| 1             | 12:26         | 6             | 46            | 02:34         | NEV | FG de 51 yards par K Brandon Talton | —     | 3     |
| 1             | 07:00         | 10            | 65            | 05:26         | OHIO | FG de 29 yards par K Louie Zervos | 3     | —     |
|               |               |               |               |               | | |       |       |
| 2             | 12:28         | 15            | 71            | 07:47         | OHIO | TD à la suite d'une course de 12 yards par RB Julian Ross + 1 point de conversion par K Louie Zervos                                                                 | 10    | —     |
| 2             | 07:21         | 10            | 59            | 05:07         | NEV | FG de 36 yards par K Brandon Talton | —     | 6     |
| 2             | 06:21         | 3             | 77            | 01:00         | OHIO | TD à la suite d'une course de 35 yards par QB Nathan Rourke + 1 point de conversion par K Louie Zervos                                                               | 17    | —     |
| 2             | 02:17         | 5             | 20            | 02:02         | OHIO | FG de 33 yards par K Louie Zervos | 20    | —     |
| 2             | 00:00         | 12            | 67            | 02:17         | NEV | FG de 33 yards par K Brandon Talton | —     | 9     |
|               |               |               |               |               | | |       |       |
| 05:26         | 5             | 50            | 02:26         | OHIO          | TD à la suite d'une passe de 2 yards par RB De'Montre Tuggle + 1 point de conversion par K Louie Zervos | 30 | —     |       |
|               |               |               |               |               | | |       |       |
| 4             | 10:48         | 10            | 78            | 03:33         | NEV | TD de 8 yards à la suite d'une passe de QB Carson Strong réceptionnée par WR Elijah Cooks mais la tentative de conversion à 1 point par K Brandon Talton est bloquée | —     | 15    |
| 4             | 08:42         | 3             | 21            | 00:57         | NEV | TD à la suite d'une course de 1 yard par RB Devonte Lee mais la tentative de conversion à 2 points par la passe échoue                                               | —     | 21    |
| Score final : | Score final : | Score final : | Score final : | Score final : | Score final :                                                                                           | Score final : | 30    | 21    |

## Statistiques
| Nom           | Équipe            | Poste |
| ------------- | ----------------- | ----- |
| Nathan Rourke | Bobcats de l'Ohio | QB    |

| Statistiques                           | Bobcats de l'Ohio                                       | Wolf Pack du Nevada                                    |
| -------------------------------------- | ------------------------------------------------------- | ------------------------------------------------------ |
| 1er down                               | 25                                                      | 24                                                     |
| 1er down à la course                   | 7                                                       | 17                                                     |
| 1er down à la passe                    | 16                                                      | 6                                                      |
| 1er down suite pénalité                | 2                                                       | 1                                                      |
| Conversion de 3e down                  | 2/11                                                    | 3/12                                                   |
| Conversion de 4e down                  | 2/2                                                     | 2/3                                                    |
| Jeux–yards                             | 67 jeux pour 429 yards                                  | 69 jeux pour 430 yards                                 |
| Yards à la course                      | 50 courses pour 285 yards (moyenne de 5,7 yards/course) | 19 courses pour 29 yards (moyenne de 1,8 yards/course) |
| Yards à la passe                       | 144                                                     | 401                                                    |
| Passes : Réussies-Tentées-Interceptées | 9/17 passes complétées, 0 interception                  | 23/50 passes complétées, 0 interception                |
| Réussite en zone rouge/chances         | 5/6                                                     | 4/6                                                    |
| TD                                     | 3                                                       | 2                                                      |
| Field Goals                            | 3/3                                                     | 3/3                                                    |
| Sacks (Nombre-Yards)                   | 1 pour 10 yards adverses perdus                         | 3 pour 20 yards adverses perdus                        |
| Fumbles (Nombre/Perdus)                | 2/2                                                     | 2/2                                                    |
| Pénalités (Nombre/Yards perdus)        | 2 pour 20 yards perdus                                  | 4 pour 58 yards perdus                                 |
| Temps de possession                    | 33:13                                                   | 26:47                                                  |

| Bobcats de l'Ohio   |                  |                                                                                              |
| Quarterback         | Nathan Rourke    | 9/17 passes complétées, 144 yards, 0 interception, 0 TD, 1 sack subi, évaluation QB de 124,1 |
| Meilleur coureur    | De'Montre Tuggle | 10 courses pour 97 yards nets gagnés, 1 TD, moyenne de 9,7 yards/course                      |
| Meilleur receveur   | Isiah Cox        | 3/3 réceptions pour 73 yards gagnés, 0 TD                                                    |
| Meilleur tackler    | Jarren Hampton   | 9 taclesen solo                                                                              |
| Wolf Pack du Nevada |                  |                                                                                              |
| Quarterback         | Carson Strong    | passes complétées, yards, interception, TD, 3 sacks subis, évaluation QB de 138,9            |
| Meilleur coureur    | Toa Taua         | 6 courses pour 48 yards nets gagnés, 0 TD, moyenne de 8 yards/course                         |
| Meilleur receveur   | Elijah Cooks     | 14/17 réceptions pour 197 yards gagnés, 1 TD                                                 |
| Meilleur tackler    | Jordan Lee       | 9 tacles dont 6 en solo                                                                      |